# Delroy Lindo

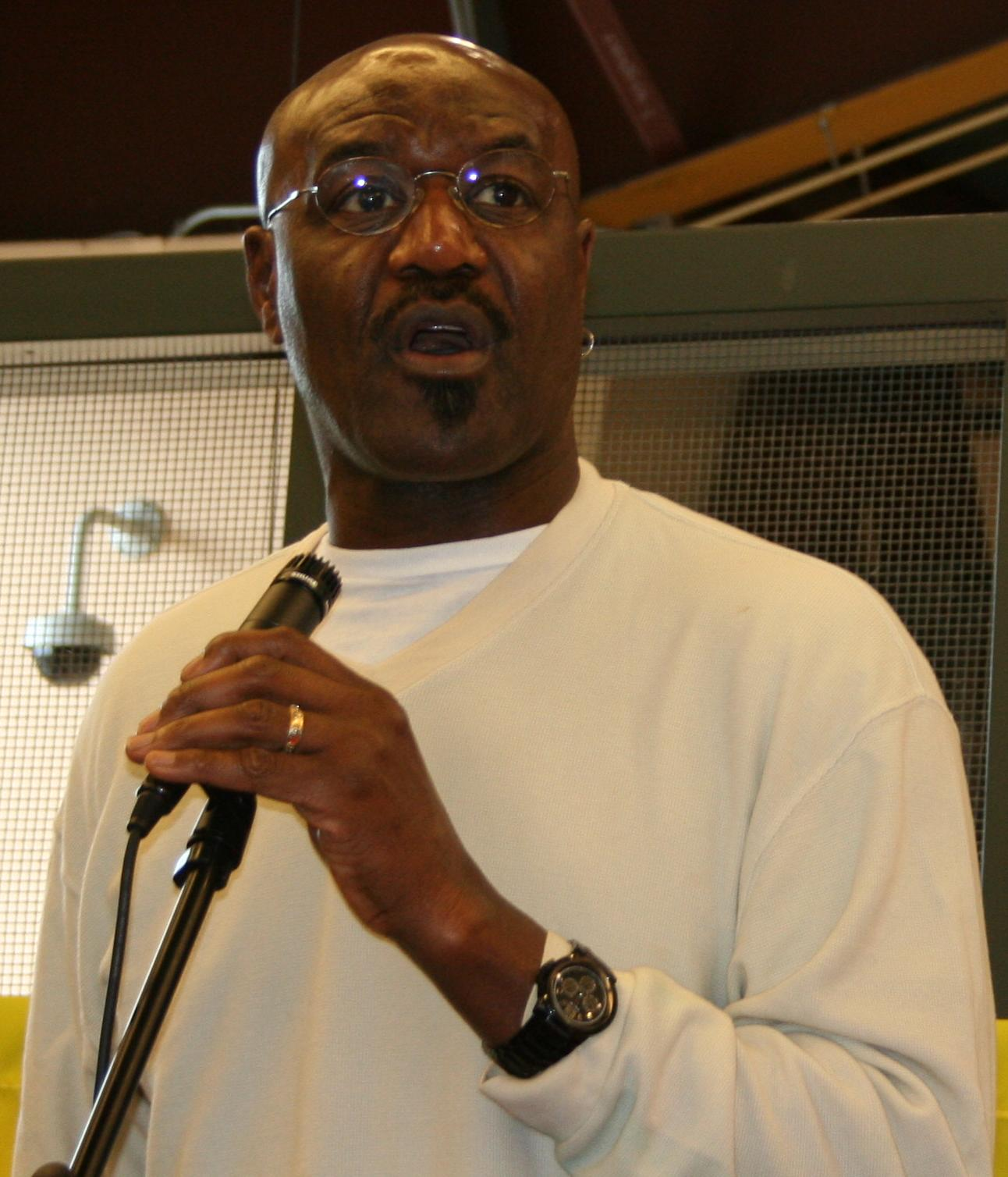
Delroy Lindo (2008)

Delroy Lindo (* 18. November 1952 in Eltham, London) ist ein britischer Schauspieler.

## Leben
Delroy Lindo ist der Sohn einer Krankenschwester und eines Gelegenheitsjobbers. Der Sohn jamaikanischer Einwanderer wuchs in Lewisham, England auf. Im Teenageralter zog er mit seiner Mutter nach Toronto und einige Jahre später in die Vereinigten Staaten. Nachdem er auf PBS eine Produktion von William Shakespeares Der Widerspenstigen Zähmung gesehen hatte, entschied er sich, Schauspieler zu werden. In San Francisco machte er seinen Schauspielabschluss am American Conservatory Theater.
Delroy Lindo ist ein begeisterter Fan von Isaac Hayes und dem Fußballverein FC Arsenal.
Lindo lebt in Oakland, Kalifornien, ist zum zweiten Mal verheiratet und Vater eines Sohns.

## Karriere
Sein Leinwanddebüt gab er 1976 in Alle entführen Victoria an der Seite von John Candy. In der Fortsetzung von American Graffiti, The Party is over… Die Fortsetzung von American Graffiti verkörperte Lindo einen Sergeant der US Army.
Anschließend widmete sich Lindo ausschließlich dem Theater und trat 1982 erstmals am Broadway in Master Harold and the Boys auf. Im Jahr 1988 wurde Lindo für seine Rolle in Joe Turners Come and Gone für einen Tony Award nominiert.
Nach seinen Arbeiten am Broadway trat er 1987 in zwei Episoden als Issac Stubbs in der Serie Die Schöne und das Biest vor die Kamera, in der Ron Perlman und Linda Hamilton die Hauptakteure waren. Danach folgte ein Gastauftritt in Hawk, dem Spin-off von Spenser. Anschließend verkörperte Lindo neben Vincent D’Onofrio einen Gladiator aus dem 23. Jahrhundert in Die Jugger – Kampf der Besten.
Im Jahr 1990 sah man Delroy in einer Nebenrolle, im Film von Bob Rafelson Land der schwarzen Sonne, mit Fiona Shaw, Patrick Bergin und Iain Glen. Ein Jahr später folgte die Komödie mit Michael J. Fox, Auf die harte Tour von John Badham als Captain des NYPD und somit als Vorgesetzten von LL Cool J und James Woods.
Dem Filmpublikum wurde er vor allem durch seine Darstellung des West Indian Archie in Malcolm X (1992) und als Bonafide in Blood in, Blood out (1993) bekannt. Seinen endgültigen Durchbruch schaffte er mit der Filmkomödie Schnappt Shorty, die mit namhaften Schauspielern gespickt war. Dabei waren u. a. John Travolta, Gene Hackman, Rene Russo und Dennis Farina vertreten. Im selben Jahr erhielt er die Rolle des Captain Wanta in Congo, wobei er nicht im Abspann erwähnt wurde.
Delroy verkörperte einen Colonel in dem Actionfilm von John Woo, Operation – Broken Arrow, an der Seite von John Travolta und Christian Slater. Danach sah man ihn neben Mel Gibson und Rene Russo in dem Film Kopfgeld, die die Eltern eines entführten Kindes spielten, dabei porträtierte Lindo einen FBI-Agenten. Im gleichen Jahr verkörperte er einen Nachtclubbesitzer im Independentfilm Minnesota, an der Seite von Keanu Reeves, Cameron Diaz und Vincent D’Onofrio.
Im Jahr 1997 verkörperten er und Holly Hunter die beiden Engel, in Lebe lieber ungewöhnlich, die die Gefühle der beiden Hauptdarsteller Ewan McGregor und Cameron Diaz zueinander erwecken, sich aber gleichzeitig als Killer ausgeben. Lindo hatte bei dem Mysteryfilm Im Auftrag des Teufels einen Cameo-Auftritt. In Lasse Hallströms Verfilmung des Romans von John Irving, Gottes Werk und Teufels Beitrag, sah man Lindo in einer Nebenrolle neben Charlize Theron und Tobey Maguire.
In Romeo Must Die verkörpert er das Oberhaupt einer afroamerikanischen Gangsterfamilie und Vater von Aaliyah, der alle hafennahen Grundstücke aufkaufen will, um diese in ein Stadion für die NFL umzuwandeln. Der Widersacher wird von Henry O verkörpert, der das Oberhaupt der chinesischen Gangsterfamilie darstellt. Jet Li hatte in diesem Film seine erste Hauptrolle in Englisch. Für seine Rolle in Nur noch 60 Sekunden als Detectiv Roland Castlebeck besuchte er eine Stuntfahrerschule und man sah ihn neben Nicolas Cage und Angelina Jolie vor der Kamera.
2001 sah man Lindo neben Danny DeVito und Gene Hackman als Ganoven in Heist – Der letzte Coup von David Mamet und als Brigadier General neben Robert Redford in Die Letzte Festung von Rod Lurie. Im gleichen Jahr verkörperte Lindo einen Agenten neben Jet Li und Jason Statham in The One von James Wong.
Im Jahr 2003 sah man Lindo in dem Fernsehfilm Profoundly Normal und als Wissenschaftler in dem Science-Fiction-Film The Core, neben Hilary Swank, Stanley Tucci und Aaron Eckhart vor der Kamera. Das Jahr 2005 verschaffte Delroy mehrere Rollen, so spielte er in den beiden Fernsehfilmen Lackawanna Blues und The Exonerated mit und erhielt in der Romanverfilmung Sahara die Rolle des Agenten Carl, die extra für das Drehbuch erfunden wurde.
In dem Actionfilm Domino von Tony Scott verkörperte Lindo einen Auftraggeber. Seine Aufträge gibt er an die Kopfgeldjägerin Domino Harvey, verkörpert durch Keira Knightley, und deren Boss (Mickey Rourke) bzw. Komplizen (Édgar Ramírez) weiter. In der 13-teiligen Fernsehserie Kidnapped verkörperte Lindo abermals einen FBI-Agenten und war neben Jeremy Sisto zu sehen. Holger Schwiers synchronisierte ihn in dieser Rolle. In dem im Jahr 2007 erschienenen Film This Christmas spielt er den Ehemann von Loretta Devine und Stiefvater von Chris Brown, zudem war er als Produzent bei diesem Film tätig.
In Pixars Animationsfilm Oben verlieh er der Figur Beta seine Stimme und man sah ihn in einer Episode der Fernsehserie Law & Order: Special Victims Unit als Detectiv Victor Moran. 2011 war er als Hauptcharakter Ronin Gibbons in der kurzlebigen Fox-Krimiserie The Chicago Code zu sehen.

## Auszeichnungen
- 1988: Tony-Award-Nominierung für Master Harold and the Boys
- 2020: Hollywood Critics Association’s Midseason Award, Auszeichnung als Bester Schauspieler in Da 5 Bloods[1]

## Filmografie (Auswahl)
- 1976: Alle entführen Victoria / Police Epidemy (Find the Lady)
- 1978: Voice of Fugitive (Kurzfilm)
- 1979: The Party is over… Die Fortsetzung von American Graffiti (More American Graffiti)
- 1987: Die Schöne und das Biest (Beauty and the Beast, Fernsehserie)
- 1989: Hawk (A Man Called Hawk, Fernsehserie)
- 1989: Der perfekte Zeuge (Perfect Witness, Fernsehfilm)
- 1989: Die Jugger – Kampf der Besten (The Blood of Heroes)
- 1990: Land der schwarzen Sonne (Mountains of the Moon)
- 1991: Auf die harte Tour (The Hard Way)
- 1991: Eine unhimmlische Mission (Bright Angel)
- 1992: Malcolm X
- 1993: Blood in, Blood out – Verschworen auf Leben und Tod (Bound by Honor)
- 1993: Mr. Jones
- 1994: L’ Exil du roi Behanzin
- 1994: Crooklyn
- 1995: Congo
- 1995: Clockers
- 1995: Schnappt Shorty (Get Shorty)
- 1996: Operation: Broken Arrow (Broken Arrow)
- 1996: Black Power – Das Spiel ihres Lebens (Soul of the Game, Fernsehfilm)
- 1996: Heiße Nächte in Las Vegas (The Winner)
- 1996: Minnesota (Feeling Minnesota)
- 1996: Kopfgeld – Einer wird bezahlen (Ransom)
- 1997: Das Camp – Nur die Stärksten kommen durch (First Time Felon, Fernsehfilm)
- 1997: Im Auftrag des Teufels (The Devil’s Advocate)
- 1997: Lebe lieber ungewöhnlich (A Life Less Ordinary)
- 1998: Ruhm und Ehre (Glory & Honor, Fernsehfilm)
- 1999: Pros & Cons
- 1999: The Book of Stars
- 1999: Strange Justice (Fernsehfilm)
- 1999: Gottes Werk & Teufels Beitrag (The Cider House Rules)
- 2000: Romeo Must Die
- 2000: Nur noch 60 Sekunden (Gone in Sixty Seconds)
- 2001: Heist – Der letzte Coup (Heist)
- 2001: Die letzte Festung (The Last Castle)
- 2001: The One
- 2002: Die Simpsons (The Simpons, Zeichentrickserie, Stimme)
- 2003: Profoundly Normal (Fernsehfilm)
- 2003: The Core – Der innere Kern (The Core)
- 2003: Davids wundersame Welt (Wondrous Oblivion)
- 2005: Lackawanna Blues (Fernsehfilm)
- 2005: The Exonerated (Fernsehfilm)
- 2005: Sahara – Abenteuer in der Wüste (Sahara)
- 2005: Domino
- 2006–2007: Kidnapped – 13 Tage Hoffnung (Kidnapped, Fernsehserie, 13 Folgen)
- 2007: This Christmas
- 2009: Oben (Up, Stimme)
- 2009: Law & Order: Special Victims Unit (Fernsehserie, Folge 10x18)
- 2009: Mercy (Fernsehserie, Folge 1x01)
- 2011: The Big Bang
- 2011: The Chicago Code (Fernsehserie, 13 Folgen)
- 2014: Believe (Fernsehserie, 13 Folgen)
- 2014: Anarchie (Cymbeline)
- 2015: Blood & Oil (Fernsehserie, 10 Folgen)
- 2015: Point Break
- 2015: Woran glaubst Du? (Do You Believe?)
- 2017–2022: The Good Fight (Fernsehserie)
- 2020: Da 5 Bloods
- 2020: LX 2048 (001LithiumX)
- 2021: The Harder They Fall
- 2023–2024: Unprisoned (Fernsehserie, 16 Folgen)
- 2025: Blood & Sinners (Sinners)